# Xã Skull Creek, Quận Butler, Nebraska
Xã Skull Creek (tiếng Anh: Skull Creek Township) là một xã thuộc quận Butler, tiểu bang Nebraska, Hoa Kỳ. Năm 2010, dân số của xã này là 271 người.